# Batthyány
Batthyány (Bachyan, Bathian, Bathyan, Bathyany, Battiani, de Bachan, Baćan), je madžarska plemiška rodbina iz Gisinga (madžarsko: Németújvár), ki živi še danes. Družina ima grofovsko in knežjo vejo, slednja obstaja pod imenom Batthyány-Strattmann, od leta 1764 pa imajo naziv »rimsko cesarskega kneza«.

## Družinska zgodovina

### Srednji vek – vitezi
Prvotno ime družine Batthyány je bilo »Kővágóörsi« in prihajajo iz Felsőörsa v okrožju Veszprém, o katerem je prvi znani pisni zapis iz leta 1318 v obliki Superior Villa Wrs (Csánki III. 89). Omenja se v pismu Kwvagowrs iz leta 1341 (Csánky, ibid.). Njihovo plemstvo sega v čas osvajanja. Najzgodnejši znani prednik družine Batthyány je "Wrsi Buhna", katerega sin je "Ugra", katerega sin je Bellus, ki je živel leta 1155. Takrat so očetovski predniki družine Batthyány pripadali sloju čezdonavskih navadnežev. Bellus je imel tri znane sinove: Miskeja (1205 - 1257). , Michaela in Absa. Štirje Miskejevi sinovi in najmlajši Paul so nadaljevali družino Batthyány. Miskejev sin Mátyás Kővágóörsi (1272 - 1299) je prišel iz Pála, njegov sin Mihály Kővágóörsi (1299). Mihályjev sin, mojster Miklós (1333 - 1340), se je poročil s Katalino Kővágóörsi, hčerjo Pála, sina Miskeja Kővágóörsija. Sin Miklósa Kővágóörsija je bil mojster Györgyja, prokurist gradu Esztergom. György je s svojo poroko leta 1398 pridobil vas Battyán (današnji Szabadbattyán) od svoje družine, svoje žene Katalin, hčerke Jánosa Gutorija. Leta 1395 je deloval kot dvorni vitez (»aule regiæ miles«) in skupaj s svojim svakom, Mihályjem, sinom Jánosa Gutorija, pridobil posestvo Varang v okrožju Somogy kot kraljevo darilo. Leta 1409 je bila žena Katalin Gutori, vdove Györgyja Kővágóörsija, nato pa sin Tamása Csapyja, sina Miklósa, člana kraljevega dvora Andrása Csapyja, člana viteškega reda zmaja.
Albert, sin Györgyja Kővágóörsija, je nato prevzel ime Battyáni, ki se je kasneje spremenilo v Batthyány (izvirna izgovorjava: Battyáni , današnja pogosta izgovorjava: Battyányi). Albert Batthyány se je poročil z gospodično Kláro Anthimus iz Tapsonyja, hčerko mojstra Jánosa Althádorja iz Anthimusa v Tapsonyiju. Albert Batthyány je imel dva sinova: enega je bil Péter Geresgáli Batthyány, iz katerega je izhajala družina Batthyány iz Geresgála, in drugi András Batthyány, čigar žena je bila Veronika Imreffy Szerdahelyi. András Batthyány in sin Veronike Imréffy iz Szerdahelyja, Boldizsár Batthyány († 1520), sta bila v mladosti gradovi gradu Kőszeg , pozneje je postal namestnik madžarskega sodnika , kar je bilo za bogataša zelo običajno dostojanstvo. Herman, sin Hermana Grebenija, se je poročil z Ilono, hčerjo Alnádorja, ki ga je blagoslovil z več otroki: Ágnes Batthyány, Ferenc Oba Bajnai († 1526), žena hrvaškega bana; Batthyány Perpetua, žena Miklósa Dersffyja od srede; Ferenc Batthyány in Boldizsár Batthyány. Madžarski kralj Ulászló je dal družinski grb sinu Andrása Batthyányja, Boldizsárju in njegovemu sorodniku Benedku Batthyányju. Benedek Batthyány, pravzaprav sin Andrása Alapija in Györgyja Kővágóörsija, je bil sin Lászlójeve hčere Margit Batthyány in je nosil priimek njene matere. Benedek Batthyány je bil v jagelonski dobi kraljevi zakladnik.

### Nova doba
Leta 1522 je Franc Batthyány (1497–1566), sin nižjega sodnika Boldizsárja Batthyányja, kot kraljevo donacijo prejel več posesti v Železni Županiji. Najpomembnejši med njimi je bil Gising (Németújvár) (danes Güssing , Gradiščanska). Zaradi turškega osvajanja je družina izgubila svoje premoženje v Battyánu in se preselila v Gising. Franc Batthyány je nato stopil na stran Habsburžanov in se boril proti kralju Ivanu Zapolji. Njegove odlike so bile nagrajene s številnimi dodatnimi posestvi, in ga je na začetku svoje vladavine leta 1563 Maksimilijan II. Habsburški imel za najplemenitejšega madžarskega gospoda v Ogrskem kraljevstvu. Franc je bil ban Hrvaške, Dalmacije in Slavonije (1522–26) + (1527–31). Imel je dve ženi, Katarino Bánffy iz Gornje Lendave, hčerko Nikolaja Bánffyja iz Gornje Lendave, vratarskega mojstra bratislavske županije in princese Margarete Saganske. Njegova druga žena je bila Katarina Cvetkovič. Po dveh porokah brez otrok so njegova posestva in premoženje prešli na otroke njegovega brata Baltazarja Batthyányja. Krištof Batthyány († 1570) je eden od otrok Baltazarja z njegovo drugo ženo, Elizabeto Cvetkovič, ki ga je rodila Baltazarju Batthyányju (ok. 1535–1590 ), zbiralcu humanističnih izobraževalnih knjig, mecenu in vojskovodji. 1. januarja 1566 se je poročil z Doroto Zrinjsko (†  1617), hčerjo Nikolaja Zrinjskega, junaka Sigeta, in grofice Katarine Frankopanske.
Edini sin Baltazarja Batthyányja († 1590 ) in Katarine Frankopanske, je Franc II. Batthyány ( 1573–1625 ), mojster konjenice, glavni gospodar grofije Šopron; dve veji družine, ki sta ju ustanovila njegova dva sinova, Adám Batthyány in Pavel Batthyány, izhajata od njegove žene, grofice Eve Popel von Lobkowicz.

### Povzdignjenje v baronski in grofovski naziv
Baronski naziv so pridobili leta 1628, naziv grofa pa je bil leta 1630 podeljen kraljevemu komorniku Adamu I. Batthyányju, sinu Franca Batthyányja in grofice Eve Popel von Lobkowicz. Njegov sin, sodnik Adám II. Batthyány, poročen z grofico Eleonóro iz Strattmanna, s katero je imel dva sinova, Ludvika I.  in Karla. Slednji je leta 1755 dobil dovoljenje za hkratno uporabo materinega in očetovega priimka (Batthyány-Strattmann). Leta 1764 je pridobil naziv kneza rimskega cesarstva in s tem je Karel Jožef Batthyány ( 1698 - 1772 ) postal 1. knez Batthyány-Strattmann. Od tu se razdeli grofovska in knežja veja družine.
Pavel Batthyány ( 1639 - 1674 ) je bil drugi otrok Franca Batthyány ( 1577 - 1629 ), mojstra konjenice, glavnega gospodarja grofije Šopron in grofice Eve Popel von Lobkowicz. 22. januarja leta 1661 se je v Trenčinu poročil z grofico Katarino Illésházy iz Illésháze. Iz njune zveze sta se rodila dva dečka, grof Franc II. Batthyány in grof Žiga Batthyány, vendar je družino nadaljeval le slednji. Grof Žiga Batthyány († 1728 ) se je leta 1695 poročil z grofic Elizabeto Rosina von Gallenberg ( 1670 - 1731), ki mu je rodila 9 otrok. Njegov četrti rojeni otrok, grof Žiga II. Batthyany ( 1712 - 1777 ) se je leta 1737 poročil z Rozalijo von Lengheimb ( 1707 - 1788 ), katerima se je rodil grof Maksimilijan Batthyany ( 1739 - 1805 ). Grof Maksimilijan Batthyány je bil dvakrat poročen, njegova prva žena, grofica Ana Marija Batthyány mu je rodila dva sinova, a sta zgodaj umrla. Njegova druga žena, Magdalena Flässer, s katero je imel edinega dediča, grofa Jožefa Batthyány ( 1777 - 1812 ); 7. septembra 1801 se je Jožef v Sombotelu (Szombathelyju) poročil  z Barbaro Skerlecz iz Lomnice ( 1782 - 1834 ). Gospodična, katere starša sta bila Franc Skerlecz iz Lomnice (1731–1802), svetnik, bekeški načelnik, sodni svetnik, vitez sv. Štefana in plemič, in plemiške potomke rodu Kiss, Rozalijo Kiss (1731 - 1842 ). Eden od otrok grofa Jožefa Batthyanyja in Barbare Skerlecz, grof Ludvik Batthyány ( 1807 - 1849 ) iz Gisinga, je bil prvi ustavni predsednik vlade Madžarske, ki ga Madžari imajo za mučenika.

### Naslov princa Batthyány-Strattmann
Leta 1764 je bil Karlu Jožefu Batthyányju ( 1698 - 1772 ) podeljen naslov vojvode ali princa (herzog) Svetega rimskega cesarstva. Prvi sinovi veje vojvode Batthyányja Strattmanna vendar so umrli brez potomcev. Vojvodski naslov je tako prešel na potomce njegovega brata, palatinskega grofa Ludvika Batthyányja, s pravico nasledstva po prvorojencu. Grof Adám Batthyany ( 1722 - 1787 ), sin palatina Ludvika, rojen grofici Tereziji Kinsky, je postal 2. vojvoda Batthyány-Strattmann. Ludvik Batthyány-Strattmann ( 1753 - 1806)), 3. vojvoda Batthyány-Strattmann. 4. vojvoda Batthyány-Strattmann, čeprav je sin Ludvika in grofice Marije Elizabete von Pergen ( 1755 - 1815 ), vojvoda Filip Batthyany ( 1781 - 1870 ), dedič in pravi vodja Železne županije, cesarsko-kraljevi komornik, je postal tisoči stotnik plemiških vstajnikov, pravi tajni svetnik, ki je bil tudi velikodušen mecen in je skupaj z mlajšim bratom grofom Ivánom Batthyányjem leta 1825 ponudil 60 tisoč forintov za ustanovitev Madžarske akademije znanosti v Bratislavi (Društvo znanstvenikov) kot grof István Széchenyi. 
Oba brata, vojvoda Filip Batthyány-Strattmann in grof Iván Batthyány, sta imela le hčerke, ki niso mogle podedovati naslova vojvode Batthyány-Strattmanna. Zato se knežji naslov prenese na drugo družinsko vejo, na vojvodo Adama Batthány Strattmann ( 1722 - 1787 ), drugi vojvoda Batthány Strattmann brat grof Teodor Batthyanyi ( 1729 - 1812 ) na vnuka, grofa Gisinga Gustáva Batthyanyja ( 1803 - 1883 ), ki je tako postal peti vojvoda Batthyány-Strattmann. Grof Edmond Batthyány-Strattmann, edini sin vojvode Batthyány-Strattmanna in njegove žene, baronice Wilhelmine Ahrenfeld (1826 - 1914 ), prvak v jadranju, predsednik prvega madžarskega jadralnega kluba, pravi notranji tajni svetnik, cesarski in kraljevi komornik, dedni vodja Železne županije, nosilec več viteških naslovov, ki je postal 6. vojvoda Batthyány-Strattmann. [11]
Leta 1914 je vojvoda Edmund Batthyány-Strattmann iz Gisinga ( 1826 - 1914 ), 6. vojvoda Batthyány-Strattmann, umrl brez otrok. S kraljevim dovoljenjem je naslov kneza in ime Strattmann pripadlo najbližjemu sorodniku v družini Batthyány, njegovemu zelo daljnemu sorodniku, grofu Ludviku Batthyányju iz Gisinga, »zdravniku revnih«, ki je postal 7. vojvoda Batthyány-Strattmann. Po zgodnji smrti prvorojenca,  sina grofa Ludvika Batthyany ( Kittsee , 23. junij 1904 - Dunaj, 28. marca 1966 ), diplomiranega inženirja, vitez reda zlatega runa, Malteškega viteza, dednega vodje Železne županije, dednega član zgornjega doma, papeške tajne zbornice, podedoval knežji naslov svojega očeta in tako postal 8. vojvoda Batthyány-Strattmann. 8. vojvoda Ludvik Batthyány Strattmann in njegova žena, princeza Antoneta zu Windisch-Gratz sta imela sina, grof László Batthyany (rojen v Budimpešti, 26. marec 1938  - Dunaj , 14. februar  2015), malteški vitez, tajni papeški komornik, ki je po smrti svojega očeta postal 9. vojvoda Batthyány-Strattman.
Sedanji princ Batthyány-Strattmann, pravnuk Lászla Batthyány-Strattmanna ( 1870 - 1931 ) je "vnuk" vojvode Lászla Batthyány (Dunaj 9. julija 1970), malteški vitez, in 10. Batthyány - vojvoda Strattmann.
Rodbina je od začetka 15. stoletja delovala tudi na območju Hrvaške. Posesti je rod imel v varaždinski in zagrebški županiji. V času turških osvajanj v 16. stoletju so svoje podložnike iz posesti v vzhodni Hrvaški preselili na prekodravske posesti in na Gradiščansko.

## Pomembnejši člani  družine
- Benedek Batthyány 1511, Budim Major
- Baltazar Batthyány (Baćan) (1452. - 1520.), ban v Jajcu (Bosna)
- Benko Batthyány (Baćan), hrvaški banovec
- Franc Batthyány (Baćan) (1479. – 1566.), hrvaški ban in ban Banovine Jajce
- Franc II. Batthyány (1577–1625), komornik, najvišji Hlevski mojster in nadžupan Županije Šopron
- '''Ádám Batthyány''' (1609–1659), grof (1630), cesarski in kraljevi komornik
- '''Ádám II. Batthyány''' (1662–1703), generalpodpolkovnik, glavni kapitan Transilvanije in Kaniže, sodnik, hrvaški ban
- Ernő Lajos Batthyány palatin (1696–1765), kancler, palatin
- Karel Jožef Batthyány (1698–1772) vojvoda (1764), general, II. Cesar Jožef mentor, hrvaški ban
- Ludvik I. Batthyány (1696. – 1765.), ogrski palatin
- Jožef Batthyány (1727–1799), kaloški nadškof, nato Esztergom
- Teodor Batthyány (1729 – 1812), edan od prvih hrvaških manufakturistov
- Ignác Batthyány (1741–1798), transilvanski škof, ustanovitelj knjižnice
- Batthyány János Nepomuk , načelnik okrožja Toronto , oče Johanne Batthyány
- Johanna Esterházy (rojena Johanna Batthyány) harfistka in mecenka (1798–1880)
- Grofica Franciska Batthyány (1802–1861)
- Kázmér Batthyány (1807–1854) politik, minister za zunanje zadeve in začasni minister za kmetijstvo, industrijo in trgovino vlade Szemere
- Ludvik Batthyány (1807–1849), prvi madžarski predsednik vlade, mučenik
- Princ Gusztáv Batthyány (1803–1883), živel v Angliji in se ukvarjal z vzrejo dirkalnih konj
- Princ Ödön Batthyány (1826–1914), politik, športnik. Ustanovitelj v prvi madžarski jadranje športnega društva
- Grofica Ilona Batthyány (1842–1929), dobrotnica Cinkota
- László Batthyány Strattmann (1870-1931), "zdravnik revnih" leta 2003 v Katoliški cerkvi je veselo inavguriran
- Ervin Batthyány (1877–1945) je anarhistični politik in javni pisatelj
- Gyula Batthyány (1887 / 8–1959) je znan slikar
- Grofica Margit Batthyány (1914–1959) je živela v Franciji in se ukvarjala z rejo dirkalnih konj.
- Grof Bálint Batthyány (1942–) večinski lastnik Batthyany Kultur-Press Kft
- Princ László Pascal Batthyány-Strattmann (1938–2015)
- Princ László Ödön Batthyány-Strattmann (* 1970)

- Kardinal József Batthyány (1727–1799), knezoškof Ogrske
- Lajos Batthyány (1807–1849), prvi madžarski ministrski predsednik
- Ladislav Batthyány-Strattmann (1870–1931), 7. vojvoda Batthyány-Strattmann; vojaški zdravnik, razglašen za blaženega

## Gradovi, graščine, samostani
- Grad Güssing, Gradiščanska (od leta 1524 do danes sedež plemiške rodbine)
- Frančiškanski samostan in samostanska cerkev Güssing (Grobnica rodbine)
- Grad Rechnitz (od 1527 prejeto v zastavo, od 1564 do 1906 in od 1933 do 1945 v družinski lasti)
- Grad Tabor, Gradiščanska (1607 do 2019 v lasti)
- Grad Batthyány v Neumarkt an der Raab, v 17. stoletju v lasti Ádáma Batthyányja; grad, ki ga je leta 1846 zgradil grof Franc Batthyány na mestu starejše stavbe, je v družinski lasti do danes.
- Grad Batthyány v Pinkafeld, v lasti Ádáma Batthyányja do začetka 20. stoletja
- Grad Batthyány v Rudersdorfu, del gospostva Güssing, okoli leta 1750 ga je zgradil Emmerich Batthyány, prodan v 19. stoletju
- Grad Batthyány v Bicske, Leta 1642 ga je pridobil Ádám Batthyány, v letih 1754–1755 pa je bil grad obnovljen.
- Grad Trautmannsdorf v Trautmannsdorf an der Leitha, Spodnja Avstrija. Pridobljen leta 1756, neoklasična palača, ki jo je leta 1810 zgradil vojvoda Filip Batthyány.
- Grad Batthyány v Körmendu, Leta 1604 ga je cesar Rudolf II. podaril Francu II. Batthyányju. Po požaru leta 1652 ga je obnovil Ádám Batthyány.
- Palača Batthyány na Dunaju, leta 1718 pridobila Eleonora Batthyány-Strattmann, prodana v 19. stoletju in bila ponovno v lasti od 1911 do 1924.
- Grad Peuerbach, Gornja Avstrija, v lasti od 1726 do 1825

- Grad Güssing, Gradiščanska
- Grad Rechnitz, Gradiščanska
- Grad Tabor, Gradiščanska
- Grad Batthyány v Neumarkt an der Raab, Gradiščanska
- Grad Batthyány (Pinkafeld), Gradiščanska
- Grad Batthyány (Rudersdorf), Gradiščanska
- Grad Bicske v Županiji Fejér
- Grad Peuerbach, Gornja Avstrija
- Grad Batthyány (Trautmannsdorf), Spodnja Avstrija
- Grad Batthyány v Körmendu
- Palača Batthyány, Dunaj